# Лохін острів
Ло́хін острів, Ло́хінський острів (рос. Лохин остров, Лохинский остров) — місцевість у ближньому Підмосков'ї між руслом Москви-ріки і її старицею, державна пам'ятка природи регіонального значення, особливо охоронювана природна територія. Адміністративно належить до міського округу Красногорськ Московської області. Утворився наприкінці XIX — початку XX ст. в результаті штучного спрямлення русла. Територія острова — фрагменти річкових долин і заплавних ділянок. Піщані тераси сусідять із заплавними заболоченими пониженнями. У південно-західній частині острова розташовується стародавнє озеро Глуха Яма. Площа острова 4,3 км² (430 га).

## Історія
До початку XX століття територія майбутнього острова являла собою ділянку землі між закрутом Москви-ріки і Аксаєвським озером. Там розташовувалися села Лохіно (на східному кінці) і Куркіно (навпроти гирла річки Вороний Брід). В озеро впадала річка Чаченка. Землі перебували у володінні князів Юсупових — графів Сумарокових-Ельстон. На мапі 1902 року на території майбутнього острова позначені села Лохіно в 17 дворів та пустовщина Куркіно в 5 дворів. На початку XX століття, у зв'язку з будівництвом Рубльовського водозабору, русло Москви-ріки було спрямлено. Озеро Аксаєвське перетворили на нове русло Москви-ріки, а від старого залишилася вузька протока. На мапі 1929 року на острові значиться село Лохіно між новим руслом та оз. Глуха Яма, з'єднане дорогою з Архангельським через брід на старорічищі. У 1934 році, після будівництва Рубльовської греблі, вода затопила і западину старого русла, за винятком невеликої ділянки біля села Глухово; місцеві жителі прозвали цю водойму «Кряковка» — через велику кількість диких качок («крякв»). Утворився острів між двома руслами, який отримав назву «Лохін» (за назвою села Лохіно, що розташовувалося тут до 1934 року). У 1986 році йому було присвоєно статус державної пам'ятки природи. Планувалося створення заказника «Верхня Москва-ріка», в який мала увійти, зокрема, і територія Лохіна острова.

## Опис

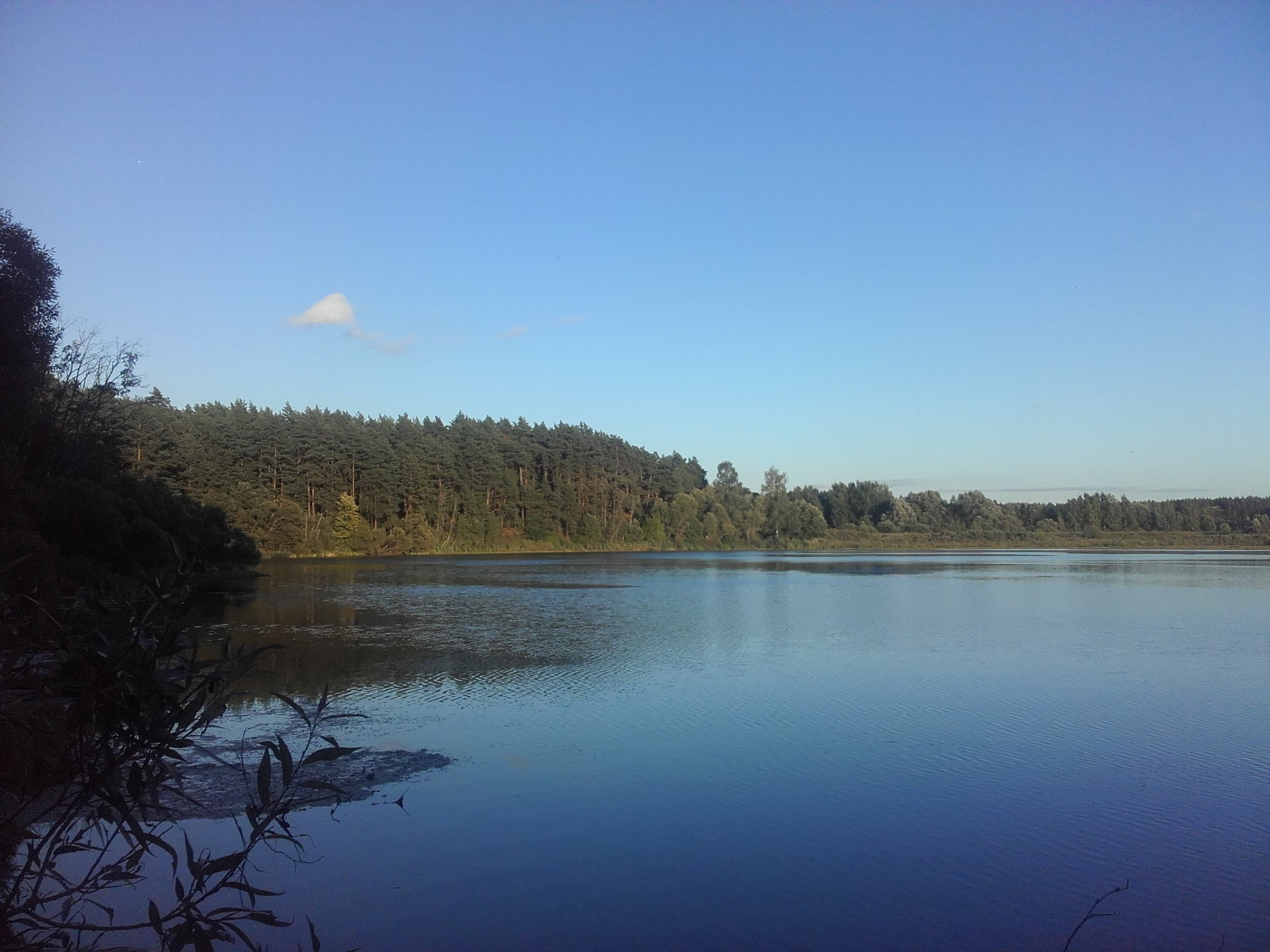
Глуха Яма. Вигляд з північного берега

На північ від острова, за старицею, розташований музей-садиба «Архангельське». На захід від острова, біля села Глухово, старе русло Москви-ріки утворює півострів, званий «Староріччя».
Доступ на острів здійснюється по мосту через протоку стариці, куди проведена ґрунтова дорога від села Глухово.
Головна визначна пам'ятка острова — озеро Глуха Яма. За оцінками геологів, йому близько 12 000 років. Північний і східний береги високі, порослі сосняком, південний і західний береги заболочені. Стік води з водойми здійснюється через вузьку протоку на північно-західному краю озера. Є припущення, що озеро дало ім'я і селу Глухово, але швидше за все, назва останньої пов'язана з прізвищем Глухов.